# Спасатель Василий Бех (спасательное судно)
Спасательное буксирное судно «Спасатель Васи́лий Бех», ранее СБ-739 — спасательное буксирное судно проекта 22870 Черноморского флота ВМФ России. Потоплено в июне 2022 года в ходе российско-украинской войны.

## История постройки
Проект спасательного буксирного судна 22870 был разработан конструкторским бюро «Вымпел» в Нижнем Новгороде. Судна этой серии предназначены для осуществления различных видов спасательных работ, в том числе спасения и буксировки аварийных и терпящих бедствие кораблей и судов, тушения пожаров на судах и береговых объектах, откачки воды и подачи электропитания на аварийное судно, эвакуации экипажа и оказания первой медицинской помощи пострадавшим, выполнения водолазных работ на глубинах до 60 м, ведения поисковых и обследовательских работ, сбора нефтепродуктов.
Четвёртое по счёту в серии проекта судно было заложено на стапеле ОАО «Астраханский судоремонтный завод», филиала Центра судоремонта «Звёздочка», заводской № 008. Оно было спущено на воду 2 августа 2016 года и получило номер СБ-739; осенью 2016 года по внутренним водными путям было переведено на Чёрное море, а к 18 ноября 2016 года отбуксировано в Севастополь.
16 января 2017 года судно прошло ходовые испытания.

## Технические характеристики
- Водоизмещение: 1670 т.
- Размеры: длина — 57 м, ширина — 14 м, осадка — 3,2 м.
- Скорость полного хода: 14 узлов.
- Силовая установка: дизель-электрическая, 2 × 2720 л. с. электродвигателя, 2 винто-рулевых колонки.
- Экипаж: 26 чел.

Спасательное оборудование — лебёдка, гак, грузоподъемные устройства, 1 водолазный комплекс с барокамерой, средства пожаротушения — 3 лафетных ствола производительностью по 500 м3/ч. Необитаемый подводный аппарат «Марлин-350» с глубиной работы до 400 метров. На борту судна имеется 36 мест для спасаемых.

## История службы
7 марта 2017 года на судне был поднят флаг и оно было включено в состав Черноморского флота как СБ-739 в 1-й группе 145-го аварийно-спасательного отряда ЧФ с базированием на бухту Стрелецкую (Севастополь).

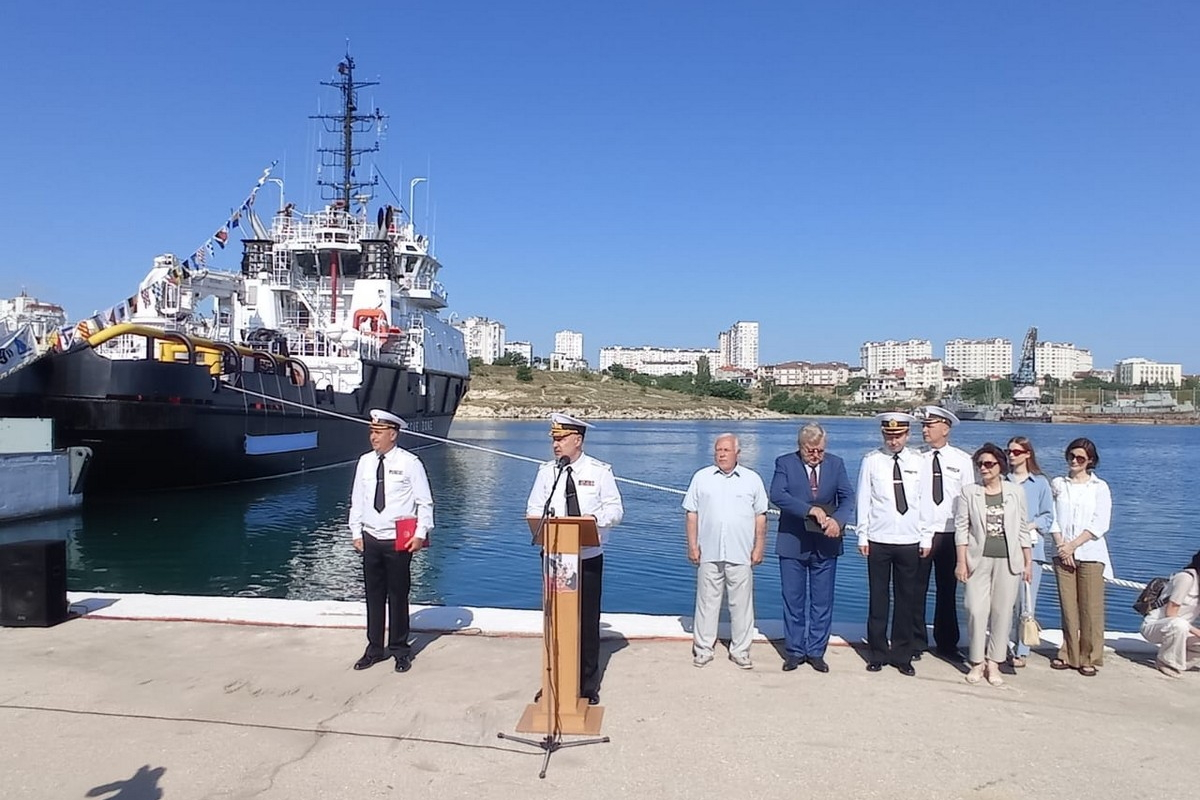
Церемония подъёма флага на спасательном буксире «Спасатель Василий Бех» после переименования, 12 июня 2021 года.

Приказом Главнокомандующего ВМФ от 12 апреля 2021 года № 362 судно получило название «Спасатель Василий Бех» в честь капитана 1-го ранга Василия Фёдоровича Беха (1958—2021), заслуженного военного специалиста Российской Федерации, главного инженера Управления поисковых и аварийно-спасательных работ (УПАСР) Черноморского флота (ЧФ), ранее служившего в составе 145-го аварийно-спасательного отряда ЧФ. Церемония подъёма флага в честь переименования прошла 12 июня 2021 года в Севастополе, в бухте Стрелецкая, на причале аварийно-спасательного отряда Черноморского флота. До 2022 года судно входило в состав 145-го аварийно-спасательного отряда ЧФ, в структуре Управления поисковых и аварийно-спасательных работ Черноморского флота (УПАСР ЧФ), и активно использовалось по штатному назначению.
В июне 2021 года судно участвовало в учениях, в рамках которых суда и корабли аварийно-спасательного отряда УПАСР ЧФ отработали алгоритм действий при условной аварии на подводной лодке, которая получила внутренние повреждения и легла на грунт.
Во второй половине 2021 года был произведён доковый ремонт. В январе 2022 года судно вышло из базы Балтийск и, совершив плавание вокруг Европы «с выполнением текущих и внезапно поставленных командованием задач боевой службы», прибыло в Севастополь.

## Гибель
17 июня 2022 года судно находилось поблизости от острова Змеиный в Чёрном море. К этому моменту на нём была установлена система ЗРК «Тор-М2КМ». ВМС Украины нанесли по судну удар, в результате чего оно было повреждено и затем затонуло на месте вместе с вооружением. Российская сторона никак не прокомментировала эту информацию. Позднее Пентагон подтвердил, что удар по судну был нанесён двумя американскими противокорабельными ракетами «Гарпун». В результате удара погиб матрос 1-го класса Сергей Краснокутский. По словам отца одного из погибших, на борту находились 9 гражданских и 14 военных, семеро гражданских и четверо военных погибли.

## Известные командиры
- капитан Андрей Барабохин[2]